# Verträge von Locarno

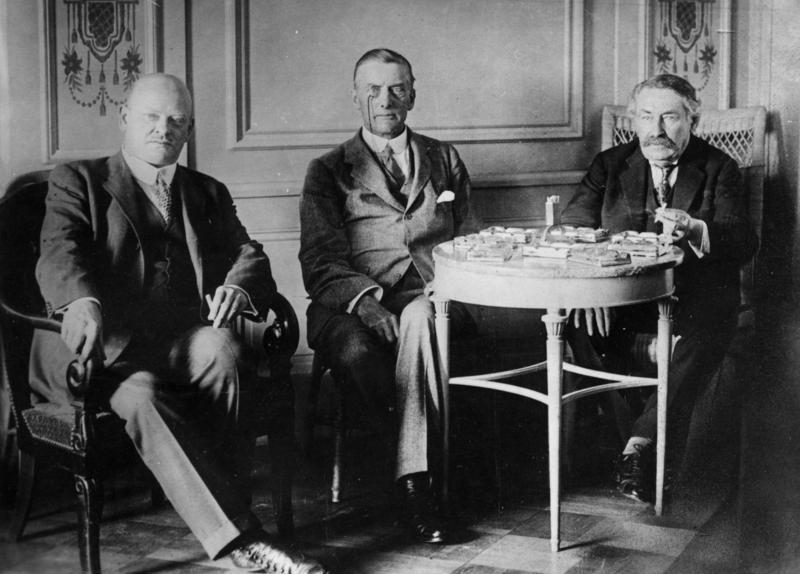
Gustav Stresemann, Austen Chamberlain und Aristide Briand während der Verhandlungen

Die Verträge von Locarno sind sieben völkerrechtliche Vereinbarungen, die vom 5. bis 16. Oktober 1925 in Locarno (Schweiz) verhandelt und am 1. Dezember 1925 in London unterzeichnet wurden, nachdem die Parlamente zugestimmt hatten. Sie traten am 10. September 1926 mit der Aufnahme von Deutschland in den Völkerbund in Kraft.
Deutschland einerseits, Frankreich und Belgien andererseits verzichteten auf eine gewaltsame Veränderung ihrer im Friedensvertrag von Versailles gezogenen Grenzen, für die Großbritannien und Italien die Garantie übernahmen. Eine Revision der Ostgrenzen behielt Deutschland sich vor. Deutschland musste einen französischen Angriff nur noch fürchten, wenn es bei einem Konflikt mit Polen selbst der Angreifer war. Festlegungen hinsichtlich Deutschlands Ostgrenzen lehnte Großbritannien ab, wodurch Deutschland hierin Handlungsmöglichkeiten behielt.
Wenn manchmal in der Einzahl vom Vertrag von Locarno die Rede ist, dann ist damit das Schlussprotokoll der Konferenz gemeint, das im Anhang Bezug auf die einzelnen Abkommen nimmt.

## Entstehung

### Vorgeschichte
Nach dem verlorenen Ersten Weltkrieg hatte das Deutsche Reich den Friedensvertrag von Versailles unterzeichnen müssen, der 1920 in Kraft trat. Unter anderem wurden ihm darin Reparationen in erst im Nachhinein festgelegter Höhe sowie die Verpflichtung auferlegt, die Reichswehr auf 100.000 Mann abzurüsten; das Rheinland sollte für 15 Jahre von den Truppen der Siegermächte besetzt bleiben. Diese Bestimmungen wurden in Deutschland weithin als illegitim empfunden, alle Reichsregierungen bemühten sich darum, sie zu revidieren. Dies führte zu Konflikten mit Frankreich, das den Versailler Vertrag als Mittel ansah, Sicherheit vor dem demographisch und potenziell auch ökonomisch überlegenen Deutschland zu gewinnen.
Die Konflikte eskalierten im Januar 1923, als Ministerpräsident Raymond Poincaré von der nationalliberalen Alliance démocratique wegen eines Rückstands bei den deutschen Sachlieferungen auf Reparationskonto französische Truppen das Ruhrgebiet besetzen ließ. Die Politik der „produktiven Pfänder“, das heißt der Versuch, sich die Reparationen selbst aus der damals ökonomisch potentesten Region Deutschlands zu holen, scheiterte, da die Deutschen zu einem Generalstreik an Rhein und Ruhr aufriefen, der den Nebeneffekt hatte, dass sich die ohnehin laufende Inflation der Reichsmark zur Hyperinflation steigerte. Im November 1923 musste Reichskanzler Gustav Stresemann (DVP) den Widerstand abbrechen, und unter amerikanischer und britischer Vermittlung wurde 1924 der Dawes-Plan ausgehandelt, der die jährlichen deutschen Reparationszahlungen auf ein realistisches Maß festlegte und durch eine internationale Anleihe die erneute Bindung der Reichsmark an das Gold ermöglichte.
Das gegenseitige Sicherheitsproblem blieb aber ungelöst. Auch wenn die französischen und belgischen Truppen aus dem Ruhrgebiet abzogen, blieb das Rheinland von ihnen besetzt. Dennoch war das französische Sicherheitsbedürfnis nicht befriedigt. Der Versuch von Ministerpräsident Édouard Herriot (Parti républicain, radical et radical-socialiste), mit dem Genfer Protokoll ein System kollektiver Sicherheit zu erreichten, war am britischen Einspruch gescheitert. Deutschland hatte seit Januar 1925 die Souveränität über seinen Außenhandel zurückgewonnen, während nun Frankreich unter einer Inflation und Finanzproblemen litt, die zur Senkung der Rüstungsausgaben zwangen.

### Das deutsche Sicherheitsmemorandum
In diesem Zusammenhang kam der Gedanke auf, die Rheingrenze durch internationale Garantien für beide Kontrahenten abzusichern. Bereits 1922 hatte die Reichsregierung, damals noch unter Kanzler Wilhelm Cuno, unter britischer Vermittlung der französischen Regierung vorgeschlagen, „gemeinsam mit […] den anderen am Rhein interessierten Großmächten sich gegenseitig zu treuen Händen einer am Rhein nicht interessierten Großmacht für ein Menschenalter, […] feierlich zu verpflichten, ohne besondere Ermächtigung durch Volksabstimmung gegeneinander keinen Krieg zu führen“. Ministerpräsident Poincaré hatte aber abgelehnt. Der britische Botschafter in Berlin Lord D’Abernon schlug dem neuen Staatssekretär im Auswärtigen Amt Carl von Schubert vor, Cunos Vorschlag noch einmal zu prüfen. Schubert verfasste daraufhin ein Memorandum, das am 20. Januar der britischen, am 9. Februar 1925 der französischen Regierung übermittelt wurde. Es unterschied sich von Cunos ursprünglicher Idee dadurch, dass die Garantie wesentlich konkreter gefasst und völkerrechtlich präziser formuliert wurde.
In diesem Memorandum erkannte die Reichsregierung das französische Interesse an einer „Sicherung gegen etwaige deutsche Angriffsabsichten“ explizit an und bekannte sich dazu, die beiderseitigen Probleme „nicht anders als auf dem Wege friedlicher Verständigung“ zu behandeln. In Rückgriff auf Cunos Idee von 1922 wurde vorgeschlagen, einen Pakt aller am Rhein interessierten Staaten unter Einbeziehung der USA zu schließen, in dem sie auf Krieg verzichten und „die Unversehrtheit des gegenwärtigen Gebietsstandes am Rhein unverbrüchlich […] achten“ würden. Deutschland erklärte sich bereit, mit Frankreich und allen anderen europäischen Staaten Schiedsverträge abzuschließen und das Verbot des Versailler Vertrags, deutsches Militär im Rheinland zu stationieren, zu bekräftigen.
Die deutsche Initiative wurde anfangs intern geheim gehalten, da man Obstruktion durch die nationalistische DNVP befürchtete, die seit Januar Teil der Reichsregierung war. Einzig Reichskanzler Hans Luther wurde eingeweiht.
Im März 1925 wurde die deutsche Initiative öffentlich. Der konservative britische Außenminister Austen Chamberlain begrüßte sie in einer Rede vor dem Unterhaus. Die französische Regierung war vorab durch ihren Botschafter Pierre de Margerie informiert worden, der davor warnte, dass Berlin sehr unterschiedliche Regelungen für seine West- und seine Ostgrenze vorschlagen wollte. Dadurch schienen die französischen Bündnisverträge mit Polen und der Tschechoslowakei in Frage gestellt. Herriot versuchte sich vorab mit Großbritannien zu verständigen, was aber misslang. Daher reagierte er nach außen zunächst gar nicht auf die deutsche Initiative. Außenminister Aristide Briand griff sie aber auf, nachdem Herriot im April 1925 wegen Fragen der Finanzpolitik gestürzt worden war. Obwohl er der linken Parti républicain-socialiste angehörte, war er auch zu Koalitionen mit der bürgerlichen Rechten bereit und blieb deshalb Außenminister bis zu seinem Tod 1932. Er galt in Frankreich bald als Garant einer Annäherung an Deutschland und damit eines dauerhaften Friedens, was ihm die begeisterte Zustimmung zahlreicher Franzosen eintrug. Ein Pazifist oder gar ein Germanophiler war er aber durchaus nicht: Vielmehr hatte er erkannt, dass die Stabilisierung des Versailler Systems, von dem Frankreichs Sicherheit abhing, nur möglich war, wenn man Deutschland integrierte. Deshalb war er zu Kompromissen bereit.

### Die Verhandlungen

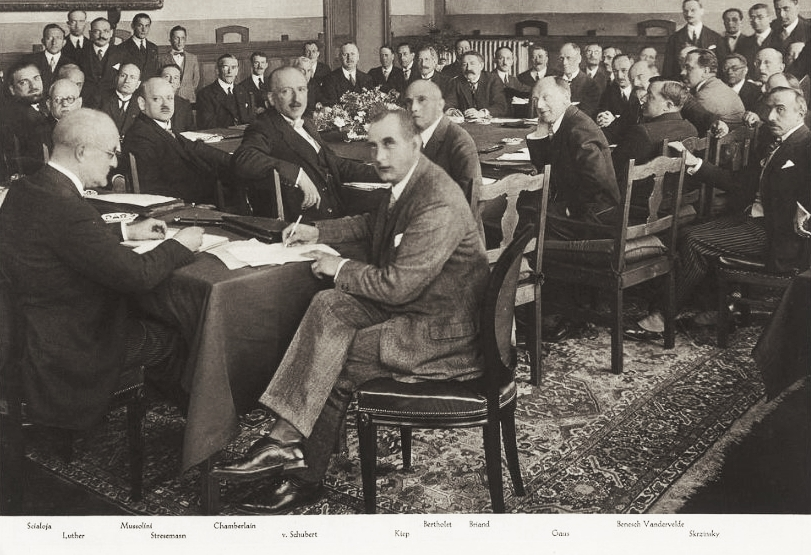
Gruppenfoto

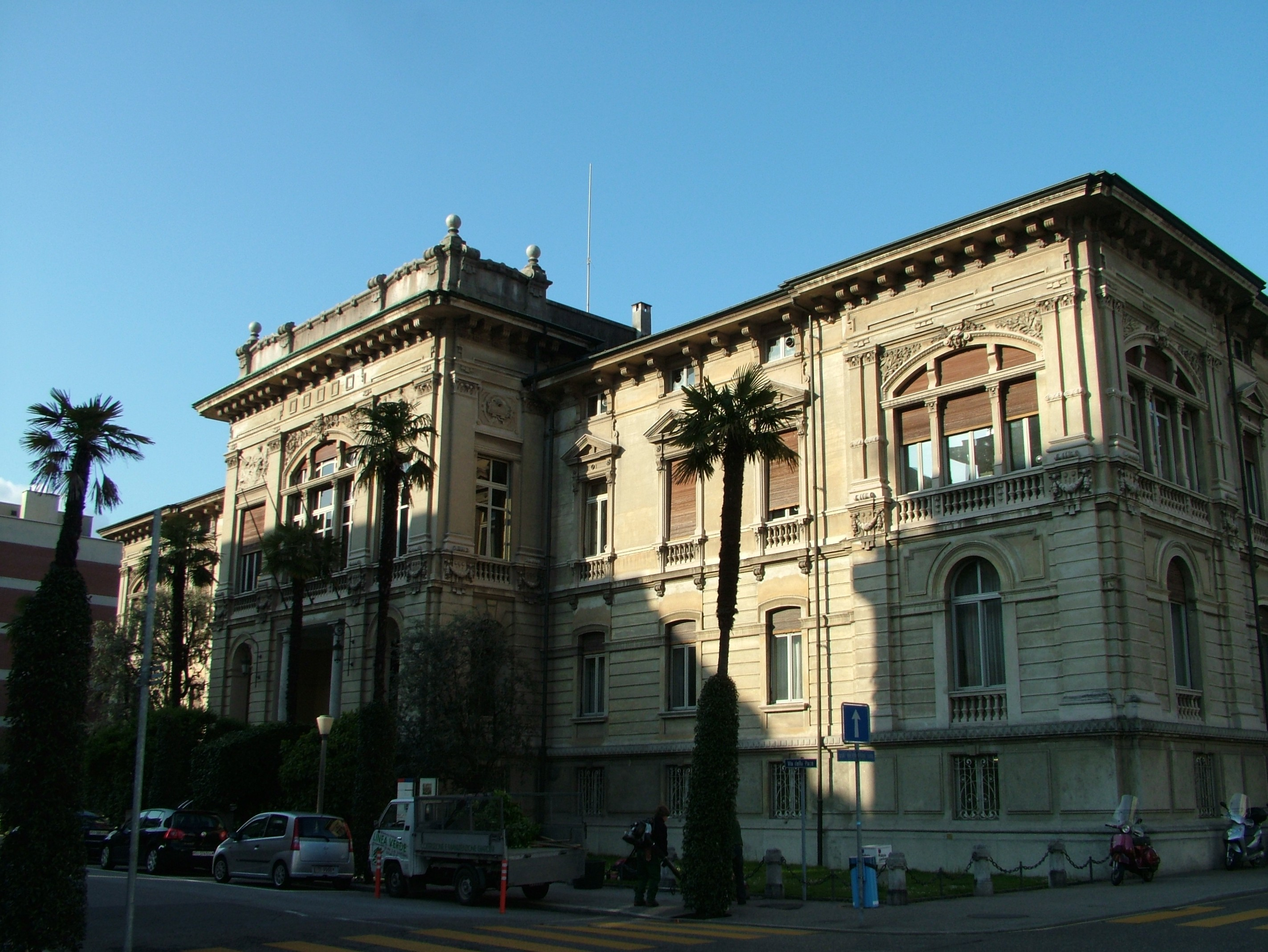
Das ehemalige Gerichtsgebäude in Locarno (Via della Pace, 6), in dem die Verträge abgeschlossen wurden

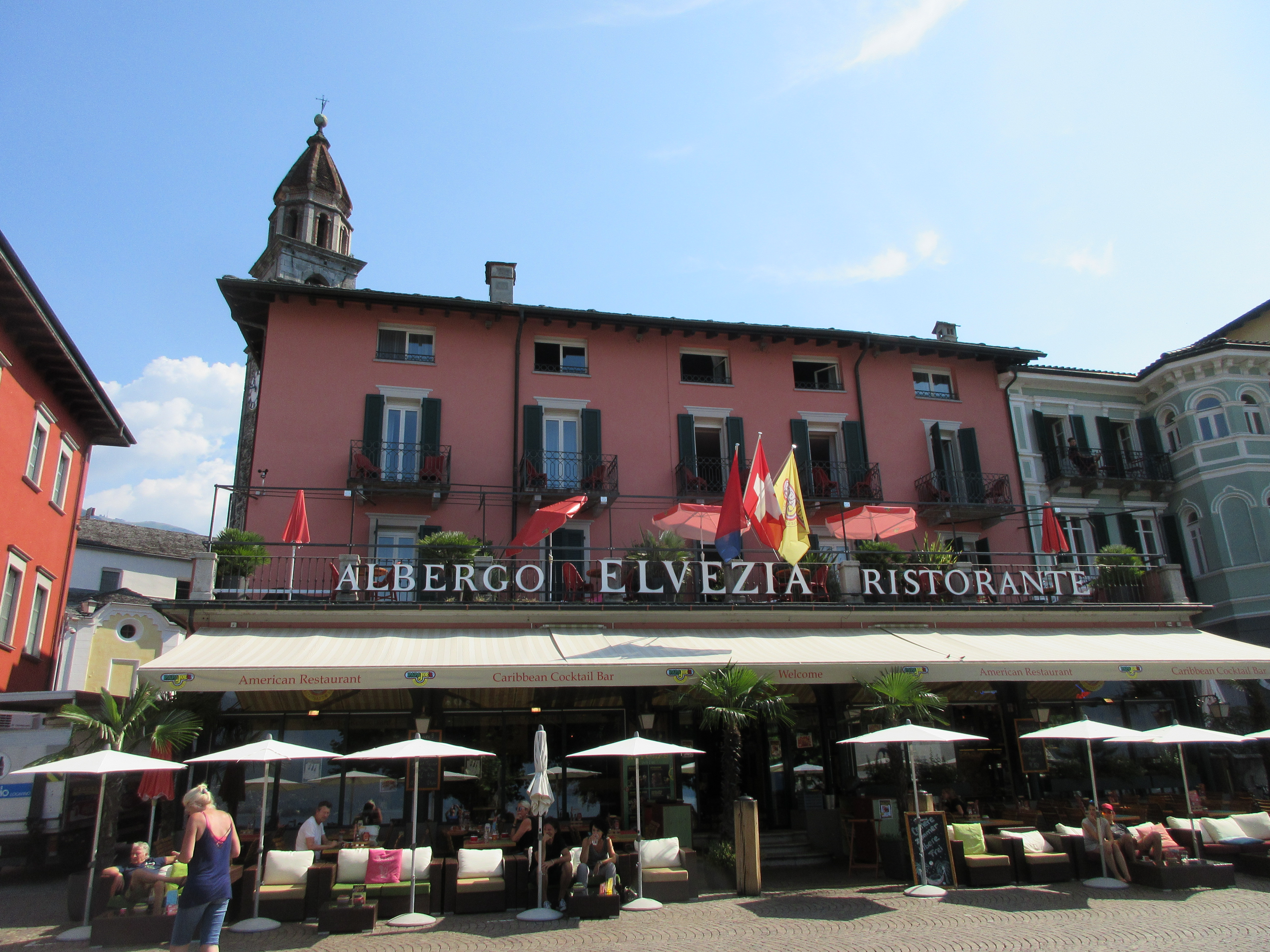
Tagungshotel von Kanzler Luther und Außenminister Briand am 7. Oktober 1925 in Ascona

Nach langen internationalen Verhandlungen, die während des Sommers 1925 auf Botschafterebene geführt wurden, trat die Konferenz schließlich am 6. Oktober 1925 im schweizerischen Locarno zusammen. Beteiligt waren der deutsche Reichskanzler Hans Luther, der deutsche Außenminister Gustav Stresemann sowie die Vertreter Italiens (für kurze Zeit Benito Mussolini), Großbritanniens (Austen Chamberlain), Belgiens (Émile Vandervelde), Frankreichs (Aristide Briand), Polens (Aleksander Skrzyński) und der Tschechoslowakei (Edvard Beneš). Die Vertreter der beiden letztgenannten Staaten nahmen nur an den sie unmittelbar betreffenden Verhandlungen teil. Ein wichtiges, aber informelles, vorbereitendes Gespräch wurde zwischen Luther und Briand am 7. Oktober 1925 in Ascona geführt.
Einen Vorsitzenden der Konferenz gab es nicht.

## Inhalt

### Sicherheits-, Rhein- oder Westpakt
Das Schlussprotokoll, welches in London unterzeichnet wurde, umfasste einen so genannten Garantiepakt zwischen Deutschland, Frankreich und Belgien. Deutschland erkannte damit die im Versailler Vertrag festgelegte Westgrenze an, die von Großbritannien und Italien garantiert wurde: Bei einem Angriff Deutschlands auf Belgien oder Frankreich (wie 1914) oder aber einem Einmarsch belgischer oder französischer Truppen in Deutschland (wie 1923) würden die Garantiemächte militärisch auf Seiten des Angegriffenen eingreifen.
Auch im Falle einer Verletzung des Vertrages sollten die Garantiemächte eingreifen. In Schiedsabkommen zwischen Deutschland und Frankreich sowie Deutschland und Belgien wurde vereinbart, Streitfragen an den Völkerbund bzw. an internationale Gerichte zu verweisen.
Ebenso wurde die in Artikel 42 und 43 des Versailler Vertrags festgelegte Demilitarisierung des Rheinlands bestätigt.

### Deutschlands Ostgrenzen
Deutschland schloss außerdem Schiedsverträge mit Polen und der Tschechoslowakei. Vereinbart wurde die friedliche Regelung von Streitfragen. Die deutschen Ostgrenzen wurden in diesen Verträgen nicht anerkannt, womit Deutschland sich ihre Änderung offenhielt. Erst in der Zeit des Nationalsozialismus schloss Deutschland mit Polen 1934 einen Nichtangriffspakt.
Die Defensivverträge zwischen Frankreich und Polen bzw. der Tschechoslowakei sahen für den Fall eines deutschen Angriffs vor, dass die jeweils andere Partei einmarschieren und Deutschland in einen Zweifrontenkrieg verwickeln sollte. Deutschland erkannte diese Verträge an. Großbritannien dagegen garantierte die Grenzen dieser beiden ostmitteleuropäischen Staaten nicht. Die französische Garantie blieb allerdings bedeutungslos, weil der Völkerbund nicht die Erlaubnis erhielt, im Sanktionsfall auf deutschem Boden zu operieren. Der Locarno-Vertrag bot insgesamt eine Teilgarantie für die territoriale Integrität der Vertragsstaaten.

### Sanktionsverpflichtungen des Völkerbundes
Vorbereitet wurde auch der Eintritt Deutschlands in den Völkerbund, der allerdings eine Sonderregelung bezüglich des Artikels 16 des Versailler Vertrags erhielt. Dieser Artikel verpflichtete alle Mitgliedstaaten zu Sanktionen gegen einen Staat, der es versuche, Streitfragen kriegerisch zu lösen. Deutschland müsse sich an Sanktionen nur in dem Maße beteiligen, soweit seine geografische und militärische Lage dies zulasse. Diese Regelung wurde vor allem als Nachteil für Polen angesehen, denn bei einem sowjetischen Angriff hätten die Truppen der Westmächte ihm schwer beistehen können, wenn sie nicht durch Deutschland marschieren durften.

## Frankreichs Ziele
Die Locarno-Verträge wurden in Frankreich als Erfolg einer gewandelten französischen Sicherheitspolitik gewertet, die den Übergang markierten von Poincarés Politik der „Exekution zur Verhandlung“. Bereits 1923 hatte der spätere Generalsekretär des französischen Außenministeriums, Philippe Berthelot, an Briand geschrieben: 

„On ne peut oublier que si nous sommes les plus forts aujourd'hui et pendant une dizaine d'annees encore, le poids de 70 millions d'hommes organisés et laborieux finira par être plus lourd que celui de 38 millions de Français dans un espace de vingt à cinquante ans. Si donc nous n'arrivons pas à aider à la création d'une République allemande hostile à la guerre, nous sommes condamnés. 
Man darf nicht vergessen, dass wenn wir auch heute und während der nächsten zehn Jahre. die stärkeren sind, das Gewicht von 70 Millionen organisierten und fleißigen [deutschen] Menschen in einem Zeitraum von 20 bis 50 Jahren schließlich schwerer wiegen wird als das von 38 Millionen Franzosen. Wenn wir es also nicht schaffen, an der Schaffung einer deutschen Republik mitzuhelfen, die dem Krieg feindlich gegenübersteht, sind wir verdammt.“

Insofern waren die Verträge von Locarno nicht der Endpunkt eines Prozesses zur Wiederherstellung der europäischen Sicherheit nach dem Ersten Weltkrieg, sondern für die meisten französischen politischen Eliten ein wichtiger Meilenstein in einem laufenden Projekt zu dessen Schaffung. Dieses System sollte auf deutsch-französischer Versöhnung und Zusammenarbeit beruhen, die von Großbritannien garantiert und in die umfassenderen Strukturen des Völkerbundes eingebettet werden sollte. Deutschland sollte in ein politisches, rechtliches und wirtschaftliches System eingebunden werden, das seine aggressiven Instinkte eindämmen und sicherstellen würde, dass jede künftige Vertragsrevision friedlich und unter für Frankreich günstigen Bedingungen erfolgen würde. Dieses Projekt führten die Politiker der Dritten Republik bis Mitte der 1930er Jahre fort, als es durch die Auswirkungen der Weltwirtschaftskrise und den Aufstieg des Nationalsozialismus in Deutschland, dessen Hauptziel die Vorbereitung eines neuen europäischen Krieges war, zerstört wurde.

## Stresemanns Ziele

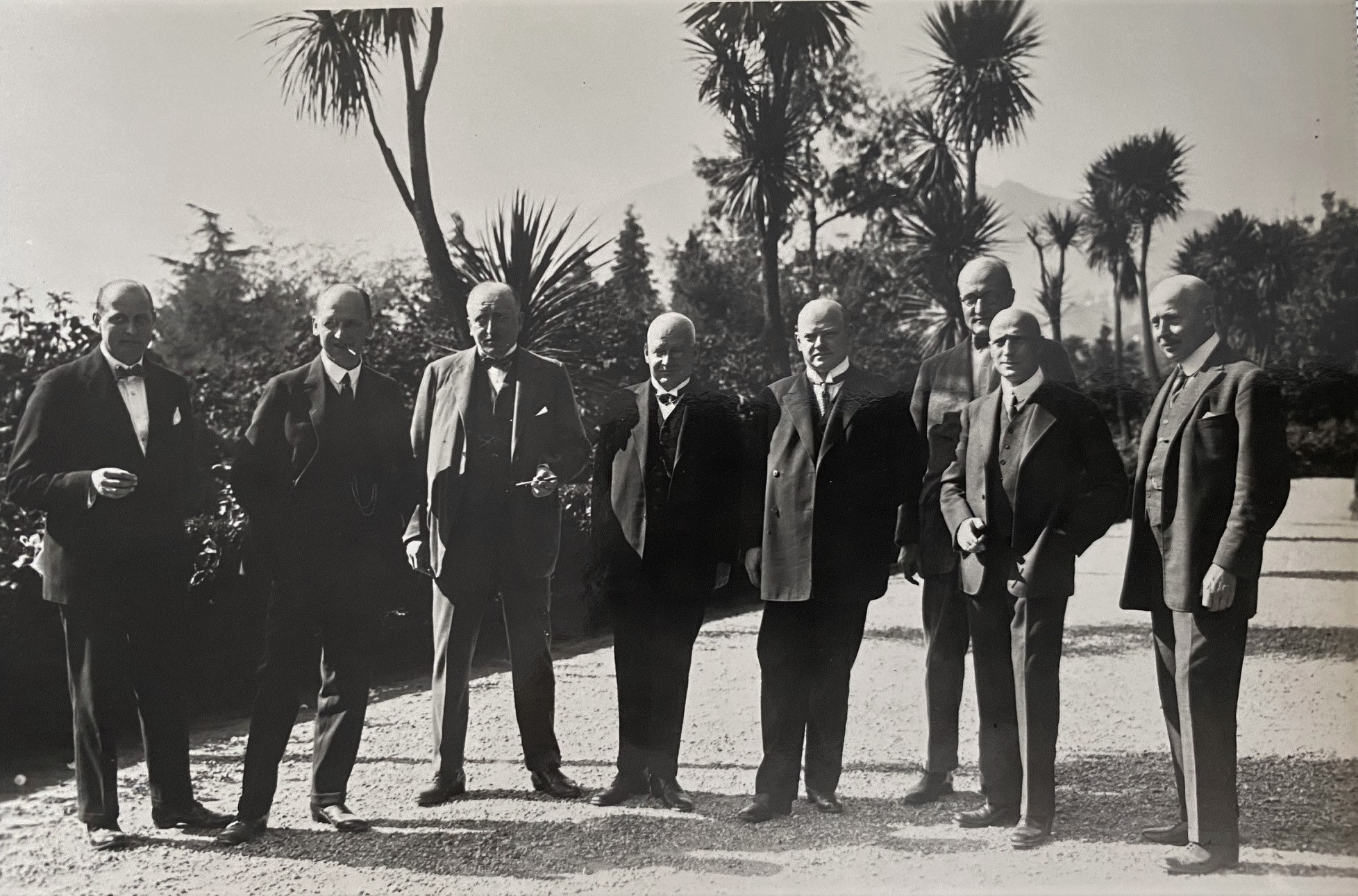
Die deutsche Delegation: in der Mitte Gustav Stresemann und links von ihm Hans Luther und Staatssekretär von Schubert

Für die Außenpolitik der Weimarer Republik war der Vertrag vor allem wichtig, um die internationale Isolation zu durchbrechen, die Revisionspolitik nicht zum Stillstand kommen zu lassen und eine Räumung des besetzten Rheinlandes zu erreichen. Stresemann war bereit, für diese Ziele auch formal auf Elsass-Lothringen und Eupen-Malmedy zu verzichten, das Rheinland entmilitarisiert zu lassen und sich im Fall von Grenzstreitigkeiten den Entscheidungen des Völkerbunds zu unterwerfen. Ferner entwertete Locarno das 1921 geschlossene Militärbündnis zwischen Frankreich und Polen. Stresemann erläuterte diesen Zusammenhang am 28. Januar 1927 vor der Reichszentrale für Heimatdienst (die der heutigen Bundeszentrale für politische Bildung entspricht):

„Aber wenn wir auf friedlichem Wege an den Verhältnissen, die heute dort bestehen, etwas ändern wollen, dann muss sich doch jeder darüber klar sein, dass das nur dann und erst dann möglich ist, wenn wir mit den westeuropäischen Mächten in einem Verhältnis stehen, dass wir ihrer Toleranz und Unterstützung sicher sind. […] Wenn Sie nicht eine Politik der Verständigung mit Frankreich führen, dann werden Sie in jedem Kampfe mit Polen Frankreich und Polen gegen sich haben und von links und rechts zermalmt werden. Deswegen ist es so töricht, zu sagen: Dieser Außenminister treibt nur Westpolitik, ist ganz einseitig, guckt nur nach dem Westen. Ich habe nie mehr an unsern Osten gedacht als in der Zeit, wo ich mit dem Westen eine Verständigung suchte.“

Es ging Stresemann also darum, bei einem eventuellen Konflikt mit Polen, den er keineswegs ausschloss, einen Zweifrontenkrieg zu vermeiden; da eine Verletzung der deutsch-französischen Grenze automatisch ein Eingreifen der Garantiemächte bedeutete, konnte Frankreich künftig Polen nicht mehr militärisch beistehen, ohne in Konflikt mit Großbritannien und Italien zu geraten. Außenminister Briand bekräftigte zwar das französische Bündnis mit Polen durch einen formellen Garantievertrag, der ebenfalls am 19. Oktober 1925 abgeschlossen wurde; gleichwohl war allen informierten Zeitgenossen klar, dass die polnische Sicherheit mit der internationalen Garantie der deutschen Westgrenze erheblich geschwächt worden war. Polnische Versuche, diese Sicherheitslücke durch eine entsprechende internationale Garantie auch der deutschen Ostgrenze zu schließen (das so genannte Ost-Locarno) wurden von Deutschland abgelehnt.
Am 7. September 1925, kurz vor Locarno, legte Stresemann dem ehemaligen Kronprinzen Wilhelm in Kurzform seine Ziele für Locarno dar. Die Reparationen müssten erträglich gemacht und der Friede gesichert werden. Deutschland müsse die Deutschen im Ausland schützen können, die deutsch-polnischen Grenzen müssten geändert, Danzig, ein Teil Oberschlesiens und der Polnische Korridor wiedergewonnen werden. Im Hintergrund stehe der Anschluss von Deutschösterreich. Im Vordergrund stand aber zunächst die Räumung des Rheinlands: Solange noch französische Truppen auf Reichsboden standen, sah Stresemann keine Möglichkeit, zu endgültigen Regelungen zu kommen:

„Wir müssen den Würger erst vom Halse haben. Deshalb wird die deutsche Politik […] in dieser Beziehung zunächst darin bestehen müssen, zu finassieren und den großen Entscheidungen auszuweichen“

## Innenpolitische Folgen in Deutschland
Die Verträge von Locarno lösten eine Kabinettskrise im Kabinett Luther I aus. Aufgrund der Vorleistungen Deutschlands und vor allem der Anerkennung der Westgrenze waren die Nationalisten im Reichstag gegen die Verträge von Locarno, obwohl eine Revision zu diesem Zeitpunkt illusorisch war. Die DNVP zog sich deshalb aus der Regierung zurück. Am 27. November wurden die Verträge vom Reichstag mit den Stimmen der verbliebenen Koalitionsparteien und der SPD ratifiziert. Die Regierung hatte angekündigt, nach der Vertragsunterzeichnung zurückzutreten, was sie am 5. Dezember auch tat. Die extreme Linke war ebenfalls gegen die Verträge, da sie einen Bund Deutschlands mit den „kapitalistischen“ Westmächten gegen die Sowjetunion befürchtete.

## Außenpolitische Folgen
Die Locarno-Verträge wurden als das Fundament des verbesserten westeuropäischen diplomatischen Klimas der Periode 1924–1930 betrachtet, obwohl die Spannungen mit Osteuropa andauerten. Der „Geist von Locarno“ wurde in der Aufnahme des Deutschen Reichs als ständiges Mitglied in den Völkerbund im September 1926 und in der Demilitarisierung des Rheinlandes im Juni 1930 gesehen.
Die westlichen Alliierten stellten nach Vertragsschluss die wirksame Überwachung der deutschen Abrüstung langsam ein und ersetzten sie 1927 durch eine fiktive Völkerbundskontrolle. Damit wurde Deutschland ermöglicht, nicht zu diesem Zeitpunkt, aber doch in späteren Jahren wieder eine große Armee aufzubauen. Die Alliierten begannen mit der Räumung der nördlichen Besatzungszone. Zudem wurde die internationale Stellung Polens geschwächt, seine Verbindung mit Frankreich wurde gelockert.
Die Sowjetunion fürchtete eine Festlegung Deutschlands auf einen antisowjetischen westlichen Block, versuchte Deutschland vom Abschluss des „Westpaktes“ und dem Eintritt in den Völkerbund abzuhalten, drohte mit der Anerkennung der polnischen Grenzen, mit einem Nichtangriffspakt mit Polen und versuchte gleichzeitig, mit Frankreich und Deutschland zu einer Verständigung zu kommen. Stresemann kam den Befürchtungen der Sowjets entgegen. Im April 1926 wurde ein deutsch-russischer Freundschafts- und Neutralitätsvertrag zwischen der Sowjetunion und Deutschland unterzeichnet. Er bestimmte, dass, wenn eines der Länder angegriffen würde, das andere neutral bleiben würde und dass keines der beiden Länder sich an einem wirtschaftlichen oder finanziellen Boykott gegen das andere beteiligen würde. Deutschland hielt so die Rückversicherung der Rapallo-Linie aufrecht. Von der Sowjetunion bei den Westmächten nicht überspielt werden zu können, war der deutsche Vorteil, die Sowjetunion musste für den Fall eines Konfliktes mit den Westmächten nicht fürchten, dass diese eine massive Aufrüstung Deutschlands zulassen würden.

## Ende der Verträge von Locarno
Adolf Hitler und die Nationalsozialisten wollten die Ergebnisse des Vertrags von Versailles mit aller Entschiedenheit – auch mit kriegerischen Mitteln – revidieren. Durch die Verträge von Locarno fühlten sie sich gehindert, diese Revision voranzutreiben.
Als die französische Nationalversammlung am 27. Februar 1936 den am 2. Mai 1935 geschlossenen Beistandspakt mit der Sowjetunion ratifizierte, stellte sich Deutschland auf den Rechtsstandpunkt, damit habe Frankreich den Vertrag von Locarno gebrochen. Hitler war entschlossen, dies als Vorwand zu nutzen, um seinerseits den Vertrag zu brechen. Die endgültige Ratifizierung durch den französischen Senat wartete er gar nicht mehr ab: Am 7. März 1936, einem Samstag, ließ er die Wehrmacht frühmorgens ins entmilitarisierte Rheinland einmarschieren. Um 10.30 Uhr erklärte Reichsaußenminister Konstantin von Neurath gegenüber dem französischen Botschafter André François-Poncet, Deutschland kündige den Vertrag von Locarno auf, und bot Verhandlungen über eine beidseitige Entmilitarisierung der Grenze an. Die französische Übergangsregierung von Albert Sarraut war zu militärischen Gegenmaßnahmen nur bereit, wenn sie von Großbritannien unterstützt würden. Dies war nicht der Fall. Man überschätzte die militärische Stärke der Deutschen. So blieb es bei scharfen verbalen Protesten. Die Locarno-Partner nahmen die Rheinlandbesetzung und damit das Ende der Verträge von Locarno hin.

## Belege
1. ↑  Jean Doise, Maurice Vaïsse: Diplomatie et outil militaire (1871–1991). Éditions du Seuil, Paris 1992, S. 325–330.
2. ↑  Horst Möller: Europa zwischen den Weltkriegen. (= Oldenbourg Grundriss der Geschichte), Bd. 21. Oldenbourg, München 1998, S. 45 ff.
3. ↑  Peter Jackson: Beyond the Balance of Power. France and the Politics of National Security in the Era of the First World War. Cambridge University Press, Cambridge 2013, ISBN 978-1-107-03994-0, S. 431–468.
4. ↑  Günter Schulz: Großbritannien und Deutschland im Welthandel 1871–1939. In: Klaus Schwabe, Francesca Schinzinger (Hrsg.): Deutschland und der Westen im 19. und 20. Jahrhundert. Teil 2: Deutschland und Westeuropa. Franz Steiner, Stuttgart 1944, S. 19–38, hier S. 32.
5. ↑  Jean Doise, Maurice Vaïsse: Diplomatie et outil militaire (1871–1991). Éditions du Seuil, Paris 1992, S. 336.
6. ↑  Angela Kaiser: Lord D'Abernon und die Entstehungsgeschichte der Locarno-Verträge. In: Vierteljahrshefte für Zeitgeschichte 34 (1986), Heft 1, S. 85–104, hier S. 87.
7. ↑  Peter Krüger: Die Außenpolitik der Republik von Weimar. Wissenschaftliche Buchgesellschaft, Darmstadt 1985, ISBN=3-534-07250-2, S. 271 ff.
8. ↑  Ministerium für Auswärtige Angelegenheiten der DDR Hrsg.: Locarno-Konferenz 1925. Eine Dokumentensammlung. Rütten & Loenning, Ost-Berlin 1962, S. 52 f.
9. ↑  Peter Krüger: Die Außenpolitik der Republik von Weimar. Wissenschaftliche Buchgesellschaft, Darmstadt 1985, ISBN=3-534-07250-2, S. 271 ff.
10. ↑  Peter Krüger: Die Außenpolitik der Republik von Weimar. Wissenschaftliche Buchgesellschaft, Darmstadt 1985, S. 276 f.
11. ↑  Peter Jackson: Beyond the Balance of Power. France and the Politics of National Security in the Era of the First World War. Cambridge University Press, Cambridge 2013, S. 481–45.
12. ↑  Raymond Poidevin, Jacques Bariéty: Frankreich und Deutschland. Die Geschichte ihrer Beziehungen 1815–1975. C.H. Beck, München 1982, S. 351 f.
13. ↑  Horst Möller: Europa zwischen den Weltkriegen. Oldenbourg, München 1998, S. 49.
14. ↑  Raymond Poidevin, Jacques Bariéty: Frankreich und Deutschland. Die Geschichte ihrer Beziehungen 1815–1975. C.H. Beck, München 1982, S. 352.
15. ↑  Wilfried Loth: Geschichte Frankreichs im 20. Jahrhundert, Frankfurt am Main 1992, ISBN 3-596-10860-8, S. 69 f.
16. ↑  Georg Dahm/Jost Delbrück/Rüdiger Wolfrum, Völkerrecht, Band I/3, 2. Aufl., 2002, S. 819 f.
17. ↑  Jacques Bariéty: Les relations franco-allemandes après la première guerre mondiale. 10 Nov. 1918 – 10 Janv. 1925 de l'exécution à la négociation. Pedone Paris 1977
18. ↑  Georges Suarez: Briand, sa vie, son œuvre. Bd. 5, Paris 1941, S. 429 f.
19. ↑  Peter Jackson: Beyond the Balance of Power. France and the Politics of National Security in the Era of the First World War. Cambridge University Press, Cambridge 2013, S. 469.
20. ↑  Peter Krüger: Versailles. Deutsche Außenpolitik zwischen Revisionismus und Friedenssicherung. dtv, München 1986, S. 193.
21. ↑  Christian Höltje: Die Weimarer Republik und das Ostlocarno-Problem, 1919–1934. Revision oder Garantie der deutschen Ostgrenze von 1919. Holzner-Verlag, Würzburg 1958, S. 206; Franz Knipping: Deutschland, Frankreich und das Ende der Locarno-Ära, 1928–1931. Studien zur internationalen Politik in der Anfangsphase der Weltwirtschaftskrise. Oldenbourg, München/Wien 1987, S. 29.
22. ↑  Hans-Ulrich Thamer: Der Weg in den Krieg, Bundeszentrale für politische Bildung/bpb, 6. April 2005.
23. ↑  Wilfried Loth: Geschichte Frankreichs im 20. Jahrhundert, Fischer, Frankfurt am Main 1992, ISBN 3-596-10860-8, S. 90.
24. ↑  Wilfried Loth: Geschichte Frankreichs im 20. Jahrhundert, Fischer, Frankfurt a. M. 1992, ISBN 3-596-10860-8, S. 102f.
25. ↑  Jean-Baptiste Duroselle: La décadence 1932–1939. Imprimerie nationale, Paris 1979, S. 168–179; Heinz Höhne: »Gebt mir vier Jahre Zeit«. Hitler und die Anfänge des Dritten Reichs. Ullstein, Berlin 1996, S. 416–420; Claus W. Schäfer: André François-Poncet als Botschafter in Berlin (1931–1938). Oldenbourg, München 2004, S. 257 f.